# 오디션 (1999년 영화)
《오디션》(일본어: オーディション)은 일본의 영화이다. 일본에서는 2000년에 개봉했다.

## 캐스팅

### 주연
- 이시바시 료 : 아오야마 시게하루 역
- 시이나 에이히 : 야마자키 아사미 역

### 조연
- 사와키 테츠 : 아오야마 시게히코 역
- 쿠니무라 준 : 요시카와 야스히사 역
- 이시바시 렌지 : 휠체어를 탄 노인 역
- 마츠다 미유키 : 아오야마 료코 역
- 네기시 토시에 : 리에 역
- 오오스기 렌 : 시마다 역
- 미츠이시 켄 : 영화감독 역
- 히로오카 유리코 : 야나기다 미치요 역
- 코히나타 후미요 : 방송국 발표자 역

## 기타
- 수입사:  히스토리필름